# 1. Fußball-Club Kaiserslautern 1991-1992
Questa voce raccoglie le informazioni riguardanti il 1. Fußball-Club Kaiserslautern nelle competizioni ufficiali della stagione 1991-1992.

## Stagione
Nella stagione 1991-1992 il Kaiserslautern, allenato da Karlheinz Feldkamp, concluse il campionato di Bundesliga al 5º posto. In Coppa di Germania il Kaiserslautern fu eliminato ai quarti di finale dal Werder Brema. In Supercup il Kaiserslautern perse la finale con il Werder Brema. In Champions League il Kaiserslautern fu eliminato al secondo turno dal Barcellona.

## Rosa
| N. |                               | Ruolo | Calciatore         |
| -- | ----------------------------- | ----- | ------------------ |
|    | Germania (bandiera)           | P     | Gerald Ehrmann     |
|    | Germania (bandiera)           | P     | Michael Serr       |
|    | Stati Uniti (bandiera)        | D     | Tom Dooley         |
|    | Germania (bandiera)           | D     | Wolfgang Funkel    |
|    | Macedonia del Nord (bandiera) | D     | Elvis Hajradinović |
|    | Rep. Ceca (bandiera)          | D     | Miroslav Kadlec    |
|    | Germania (bandiera)           | D     | Markus Kranz       |
|    | Germania (bandiera)           | D     | Roger Lutz         |
|    | Germania (bandiera)           | D     | Axel Roos          |
|    | Germania (bandiera)           | D     | Oliver Schäfer     |
|    | Germania (bandiera)           | D     | Reinhard Stumpf    |
|    | Danimarca (bandiera)          | C     | Bjarne Goldbæk     |

| N. |                                 | Ruolo | Calciatore      |
| -- | ------------------------------- | ----- | --------------- |
|    | Germania (bandiera)             | C     | Marco Haber     |
|    | Germania (bandiera)             | C     | Guido Hoffmann  |
|    | Germania (bandiera)             | C     | Frank Lelle     |
|    | Germania (bandiera)             | C     | Thomas Richter  |
|    | Germania (bandiera)             | C     | Uwe Scherr      |
|    | Germania (bandiera)             | C     | Helmut Toth     |
|    | Germania (bandiera)             | A     | Jürgen Degen    |
|    | Bosnia ed Erzegovina (bandiera) | A     | Demir Hotić     |
|    | Germania (bandiera)             | A     | Andreas Kröhler |
|    | Germania (bandiera)             | A     | Stefan Kuntz    |
|    | Germania (bandiera)             | A     | Thomas Vogel    |
|    | Germania (bandiera)             | A     | Marcel Witeczek |

## Organigramma societario
Area tecnica
- Allenatore: Karlheinz Feldkamp
- Allenatore in seconda:
- Preparatore dei portieri:
- Preparatori atletici:

## Calciomercato

### Sessione estiva
| Acquisti | Acquisti        | Acquisti        | Acquisti |
| R.       | Nome            | da              | Modalità |
| -------- | --------------- | --------------- | -------- |
| A        | Jürgen Degen    | 93 Amburgo      |          |
| D        | Wolfgang Funkel | Uerdingen 05    |          |
| D        | Oliver Schäfer  | Friburgo        |          |
| A        | Thomas Vogel    | Rot-Weiß Erfurt |          |
| A        | Marcel Witeczek | Uerdingen 05    |          |

| Cessioni | Cessioni         | Cessioni            | Cessioni |
| R.       | Nome             | a                   | Modalità |
| -------- | ---------------- | ------------------- | -------- |
| A        | Rainer Ernst     | Bordeaux            |          |
| D        | Kay Friedmann    | Norimberga          |          |
| A        | Bruno Labbadia   | Bayern Monaco       |          |
| C        | Thomas Renner    | Waldhof Mannheim    |          |
| C        | Markus Schupp    | Wattenscheid 09     |          |
| D        | Joachim Stadler  | Borussia M'gladbach |          |
| A        | Robby Zimmermann | Hessen Kassel       |          |

### Sessione invernale
| Acquisti | Acquisti | Acquisti | Acquisti |
| R.       | Nome     | da       | Modalità |
| -------- | -------- | -------- | -------- |

| Cessioni | Cessioni         | Cessioni        | Cessioni |
| R.       | Nome             | a               | Modalità |
| -------- | ---------------- | --------------- | -------- |
| A        | Bernhard Winkler | Wattenscheid 09 |          |

## Risultati

### Bundesliga

#### Girone di andata
| Arbitro: | Prengel |

|  |           |            |
|  | Marcatori | 37’ Dooley |

| Arbitro: | Strigel |

|          |           |          |
| Hotić 8’ | Marcatori | 63’ Türr |

| Arbitro: | Albrecht |

|            |           |           |
| Banach 86’ | Marcatori | 55’ Hotić |

| Arbitro: | Löwer |

|                                        |           |                               |
| Kranz 29’ Witeczek 45’, 80’ Dooley 48’ | Marcatori | 39’, 76’ Vollmer 51’ Schwartz |

| Kaiserslautern 24 agosto 1991, ore 15:30 CEST 5ª giornata | Kaiserslautern | 0 – 0 referto | Amburgo | Fritz-Walter-Stadion (31 522 spett.)\| Arbitro: \| Heynemann \| |
| Arbitro:                                                  | Heynemann      |               |         |                                                                 |

| Arbitro: | Assenmacher |

|                             |           |  |
| Kuntz 61’ (aut.) Yeboah 64’ | Marcatori |  |

| Arbitro: | Ziller |

|                                          |           |  |
| Funkel 17’ (rig.) Goldbæk 62’ Dooley 76’ | Marcatori |  |

| Arbitro: | Krug |

|                      |           |  |
| Effenberg 16’ (rig.) | Marcatori |  |

| Arbitro: | Osmers |

|                               |           |  |
| Degen 36’, 42’, 64’ Hotić 77’ | Marcatori |  |

| Arbitro: | Dardenne |

|                                                |           |            |
| Dubajić 32’ Kastl 43’ Buchwald 59’ Gaudino 77’ | Marcatori | 15’ Funkel |

| Arbitro: | Amerell |

|                                          |           |                   |
| Funkel 10’ Roos 29’ Hotić 45’ Scherr 57’ | Marcatori | 39’ Max 83’ Salou |

| Arbitro: | Fux |

|            |           |  |
| Schupp 83’ | Marcatori |  |

| Arbitro: | Scheuerer |

|                          |           |          |
| Witeczek 61’ Goldbæk 90’ | Marcatori | 62’ Nehl |

| Arbitro: | Führer |

|             |           |           |
| Tönnies 79’ | Marcatori | 87’ Hotić |

| Arbitro: | Weber |

|                                          |           |  |
| Funkel 32’ (rig.) Witeczek 43’ Hotić 62’ | Marcatori |  |

| Arbitro: | Neuner |

|  |           |                            |
|  | Marcatori | 58’ Hotić 61’ (rig.) Kuntz |

| Arbitro: | Albrecht |

|                                       |           |  |
| Kuntz 30’ Böger 62’ (aut.) Scherr 88’ | Marcatori |  |

| Arbitro: | Gläser |

|             |           |  |
| Demandt 49’ | Marcatori |  |

| Arbitro: | Kasper |

|           |           |            |
| Kuntz 19’ | Marcatori | 45’ Müller |

#### Girone di ritorno
| Arbitro: | Dardenne |

|                                              |           |                   |
| Hotić 11’ Kuntz 37’ (rig.), 56’ Hoffmann 78’ | Marcatori | 45’ (rig.) Zander |

| Bochum 7 dicembre 1991, ore 15:30 CET 21ª giornata | Bochum | 0 – 0 referto | Kaiserslautern | Ruhrstadion (12 000 spett.)\| Arbitro: \| Boos \| |
| Arbitro:                                           | Boos   |               |                |                                                   |

| Arbitro: | Fux |

|                      |           |           |
| Funkel 32’ Kuntz 44’ | Marcatori | 52’ Heldt |

| Arbitro: | Führer |

|          |           |           |
| Kula 49’ | Marcatori | 38’ Hotić |

| Arbitro: | Aust |

|  |           |           |
|  | Marcatori | 75’ Kuntz |

| Arbitro: | Harder |

|           |           |              |
| Vogel 79’ | Marcatori | 24’ Andersen |

| Arbitro: | Heynemann |

|                               |           |                            |
| Golke 8’, 74’ Heidenreich 11’ | Marcatori | 54’ (rig.) Kuntz 88’ Vogel |

| Arbitro: | Gläser |

|                                             |           |  |
| Witeczek 10’ Hotić 67’ Lelle 70’ Kadlec 82’ | Marcatori |  |

| Arbitro: | Schmidhuber |

|                                    |           |           |
| Chapuisat 30’ Zorc 45’, 51’ (rig.) | Marcatori | 87’ Kranz |

| Kaiserslautern 21 marzo 1992, ore 15:30 CET 29ª giornata | Kaiserslautern | 0 – 0 referto | Stoccarda | Fritz-Walter-Stadion (38 500 spett.)\| Arbitro: \| Assenmacher \| |
| Arbitro:                                                 | Assenmacher    |               |           |                                                                   |

| Arbitro: | Amerell |

|                   |           |  |
| Criens 35’ (rig.) | Marcatori |  |

| Arbitro: | Wiesel |

|                                |           |                      |
| Hoffmann 7’ Degen 9’ Kuntz 28’ | Marcatori | 15’ Prinzen 71’ Fink |

| Arbitro: | Neuner |

|                                |           |  |
| Buncol 3’ Thom 13’ Kirsten 55’ | Marcatori |  |

| Arbitro: | Boos |

|                |           |             |
| Kranz 68’, 70’ | Marcatori | 12’ Nijhuis |

| Arbitro: | Löwer |

|                            |           |            |
| Funkel 34’ (aut.) Metz 90’ | Marcatori | 73’ Scherr |

| Arbitro: | Prengel |

|                       |           |                       |
| Funkel 39’ Scherr 82’ | Marcatori | 44’ Wolter 70’ Allofs |

| Arbitro: | Harder |

|  |           |           |
|  | Marcatori | 90’ Kuntz |

| Arbitro: | Best |

|                            |           |  |
| Vogel 17’ Kuntz 43’ (rig.) | Marcatori |  |

| Arbitro: | Strampe |

|                         |           |  |
| Flad 22’ Mihajlović 72’ | Marcatori |  |

### Coppa di Germania
| Arbitro: | Scheuerer |

|  |           |                             |
|  | Marcatori | 100’ Hoffmann 120’ Witeczek |

| Arbitro: | Dellwing |

|                           |                      |                         |
| Homp Cardoso Ziemer Gries | Tiri di rigore 1 – 3 | Lelle Vogel Kranz Kuntz |

| Arbitro: | Ziller |

|  |           |            |
|  | Marcatori | 28’ Funkel |

| Arbitro: | Stenzel |

|                              |           |  |
| Harttgen 17’ Kohn 66’ (rig.) | Marcatori |  |

### Supercoppa di Germania
| Arbitro: | Amerell |

|              |           |                         |
| Weichert 58’ | Marcatori | 25’ Witeczek 44’ Dooley |

| Arbitro: | Wiesel |

|                            |           |           |
| Degen 27’, 65’ Winkler 90’ | Marcatori | 88’ Rufer |

### Coppa dei Campioni
| Arbitro: | Azevedo |

|                        |           |  |
| Funkel 38’ (rig.), 74’ | Marcatori |  |

| Arbitro: | Žuk |

|               |           |           |
| Červenkov 43’ | Marcatori | 89’ Degen |

| Arbitro: | Biguet |

|                      |           |  |
| Begiristáin 43’, 52’ | Marcatori |  |

| Arbitro: | Fredriksson |

|                            |           |            |
| Hotić 35’, 49’ Goldbæk 76’ | Marcatori | 90’ Bakero |

## Statistiche

### Statistiche di squadra
| Competizione           | Punti | In casa | In casa | In casa | In casa | In casa | In casa | In trasferta | In trasferta | In trasferta | In trasferta | In trasferta | In trasferta | Totale | Totale | Totale | Totale | Totale | Totale | DR  |
| Competizione           | Punti | G       | V       | N       | P       | Gf      | Gs      | G            | V            | N            | P            | Gf           | Gs           | G      | V      | N      | P      | Gf     | Gs     | DR  |
| ---------------------- | ----- | ------- | ------- | ------- | ------- | ------- | ------- | ------------ | ------------ | ------------ | ------------ | ------------ | ------------ | ------ | ------ | ------ | ------ | ------ | ------ | --- |
| Bundesliga             | 44    | 19      | 13      | 6       | 0       | 45      | 16      | 19           | 4            | 4            | 11           | 13           | 26           | 38     | 17     | 10     | 11     | 58     | 42     | +16 |
| Coppa di Germania      | -     | 0       | 0       | 0       | 0       | 0       | 0       | 4            | 2            | 1            | 1            | 3            | 2            | 4      | 2      | 1      | 1      | 3      | 2      | +1  |
| Supercoppa di Germania | -     | 1       | 1       | 0       | 0       | 3       | 1       | 1            | 1            | 0            | 0            | 2            | 1            | 2      | 2      | 0      | 0      | 5      | 2      | +3  |
| Coppa dei Campioni     | -     | 2       | 2       | 0       | 0       | 5       | 1       | 2            | 0            | 1            | 1            | 1            | 3            | 4      | 2      | 1      | 1      | 6      | 4      | +2  |
| Totale                 | 44    | 22      | 16      | 6       | 0       | 53      | 18      | 26           | 7            | 6            | 13           | 19           | 32           | 48     | 23     | 12     | 13     | 72     | 50     | +22 |

### Andamento in campionato
| Giornata  | 1 | 2 | 3 | 4 | 5 | 6 | 7 | 8 | 9 | 10 | 11 | 12 | 13 | 14 | 15 | 16 | 17 | 18 | 19 | 20 | 21 | 22 | 23 | 24 | 25 | 26 | 27 | 28 | 29 | 30 | 31 | 32 | 33 | 34 | 35 | 36 | 37 | 38 |
| --------- | - | - | - | - | - | - | - | - | - | -- | -- | -- | -- | -- | -- | -- | -- | -- | -- | -- | -- | -- | -- | -- | -- | -- | -- | -- | -- | -- | -- | -- | -- | -- | -- | -- | -- | -- |
| Luogo     | T | C | T | C | C | T | C | T | C | T  | C  | T  | C  | T  | C  | T  | C  | T  | C  | C  | T  | C  | T  | T  | C  | T  | C  | T  | C  | T  | C  | T  | C  | T  | C  | T  | C  | T  |
| Risultato | V | N | N | V | N | P | V | P | V | P  | V  | P  | V  | N  | V  | V  | V  | P  | N  | V  | N  | V  | N  | V  | N  | P  | V  | P  | N  | P  | V  | P  | V  | P  | N  | V  | V  | P  |
| Posizione | 4 | 6 | 4 | 4 | 6 | 9 | 4 | 9 | 4 | 7  | 6  | 8  | 5  | 6  | 4  | 3  | 2  | 3  | 4  | 4  | 4  | 4  | 3  | 2  | 3  | 4  | 4  | 5  | 4  | 5  | 5  | 5  | 5  | 5  | 6  | 5  | 4  | 5  |

Legenda:

Luogo: C = Casa; T = Trasferta. Risultato: V = Vittoria; N = Pareggio; P = Sconfitta.

### Statistiche dei giocatori
| Giocatore       | Bundesliga | Bundesliga | Bundesliga  | Bundesliga | Coppa di Germania | Coppa di Germania | Coppa di Germania | Coppa di Germania | Supercoppa di Germania | Supercoppa di Germania | Supercoppa di Germania | Supercoppa di Germania | Coppa dei Campioni | Coppa dei Campioni | Coppa dei Campioni | Coppa dei Campioni | Totale   | Totale | Totale      | Totale     |
| Giocatore       | Presenze   | Reti       | Ammonizioni | Espulsioni | Presenze          | Reti              | Ammonizioni       | Espulsioni        | Presenze               | Reti                   | Ammonizioni            | Espulsioni             | Presenze           | Reti               | Ammonizioni        | Espulsioni         | Presenze | Reti   | Ammonizioni | Espulsioni |
| --------------- | ---------- | ---------- | ----------- | ---------- | ----------------- | ----------------- | ----------------- | ----------------- | ---------------------- | ---------------------- | ---------------------- | ---------------------- | ------------------ | ------------------ | ------------------ | ------------------ | -------- | ------ | ----------- | ---------- |
| J. Degen        | 12         | 4          | 0           | 0          | 2                 | 0                 | 0                 | 0                 | 1                      | 2                      | 0                      | 0                      | 3                  | 1                  | 1                  | 0                  | 18       | 7      | 1           | 0          |
| T. Dooley       | 20         | 3          | 2           | 0          | 3                 | 0                 | 0                 | 0                 | 2                      | 1                      | 0                      | 0                      | 3                  | 0                  | 1                  | 0                  | 28       | 4      | 3           | 0          |
| G. Ehrmann      | 38         | 0          | 1           | 0          | 3                 | 0                 | 0                 | 0                 | 1                      | 0                      | 0                      | 0                      | 4                  | 0                  | 0                  | 0                  | 46       | 0      | 1           | 0          |
| W. Funkel       | 35         | 6          | 4           | 1          | 4                 | 1                 | 0                 | 0                 | 2                      | 0                      | 0                      | 0                      | 4                  | 2                  | 0                  | 0                  | 45       | 9      | 4           | 1          |
| B. Goldbæk      | 24         | 2          | 3           | 0          | 2                 | 0                 | 1                 | 0                 | 1                      | 0                      | 0                      | 0                      | 3                  | 1                  | 0                  | 0                  | 30       | 3      | 4           | 0          |
| M. Haber        | 34         | 0          | 0           | 1          | 4                 | 0                 | 0                 | 0                 | 2                      | 0                      | 0                      | 0                      | 3                  | 0                  | 1                  | 0                  | 43       | 0      | 1           | 1          |
| E. Hajradinović | 1          | 0          | 0           | 0          | 0                 | 0                 | 0                 | 0                 | 0                      | 0                      | 0                      | 0                      | 0                  | 0                  | 0                  | 0                  | 1        | 0      | 0           | 0          |
| G. Hoffmann     | 27         | 2          | 2           | 0          | 2                 | 1                 | 1                 | 0                 | 2                      | 0                      | 0                      | 0                      | 2                  | 0                  | 0                  | 0                  | 33       | 3      | 3           | 0          |
| D. Hotić        | 38         | 10         | 3           | 0          | 4                 | 0                 | 0                 | 0                 | 1                      | 0                      | 0                      | 0                      | 4                  | 2                  | 0                  | 0                  | 47       | 12     | 3           | 0          |
| M. Kadlec       | 21         | 1          | 1           | 0          | 1                 | 0                 | 0                 | 0                 | 0                      | 0                      | 0                      | 0                      | 0                  | 0                  | 0                  | 0                  | 22       | 1      | 1           | 0          |
| M. Kranz        | 26         | 4          | 4           | 1          | 3                 | 0                 | 0                 | 0                 | 1                      | 0                      | 0                      | 0                      | 3                  | 0                  | 0                  | 0                  | 33       | 4      | 4           | 1          |
| A. Kröhler      | 2          | 0          | 0           | 0          | 1                 | 0                 | 0                 | 0                 | 0                      | 0                      | 0                      | 0                      | 1                  | 0                  | 0                  | 0                  | 4        | 0      | 0           | 0          |
| S. Kuntz        | 31         | 11         | 5           | 0          | 3                 | 0                 | 0                 | 0                 | 2                      | 0                      | 0                      | 0                      | 2                  | 0                  | 0                  | 0                  | 38       | 11     | 5           | 0          |
| F. Lelle        | 15         | 1          | 2           | 0          | 1                 | 0                 | 0                 | 0                 | 1                      | 0                      | 0                      | 0                      | 1                  | 0                  | 0                  | 0                  | 18       | 1      | 2           | 0          |
| R. Lutz         | 22         | 0          | 6           | 0          | 2                 | 0                 | 0                 | 0                 | 2                      | 0                      | 0                      | 0                      | 2                  | 0                  | 0                  | 0                  | 28       | 0      | 6           | 0          |
| T. Richter      | 0          | 0          | 0           | 0          | 0                 | 0                 | 0                 | 0                 | 0                      | 0                      | 0                      | 0                      | 0                  | 0                  | 0                  | 0                  | 0        | 0      | 0           | 0          |
| A. Roos         | 12         | 1          | 1           | 1          | 2                 | 0                 | 1                 | 0                 | 1                      | 0                      | 0                      | 0                      | 0                  | 0                  | 0                  | 0                  | 15       | 1      | 2           | 1          |
| U. Scherr       | 27         | 4          | 4           | 0          | 2                 | 0                 | 0                 | 0                 | 1                      | 0                      | 0                      | 0                      | 3                  | 0                  | 0                  | 0                  | 33       | 4      | 4           | 0          |
| O. Schäfer      | 29         | 0          | 2           | 0          | 3                 | 0                 | 0                 | 0                 | 1                      | 0                      | 0                      | 0                      | 3                  | 0                  | 0                  | 0                  | 36       | 0      | 2           | 0          |
| M. Serr         | 0          | 0          | 0           | 0          | 1                 | 0                 | 0                 | 0                 | 1                      | 0                      | 0                      | 0                      | 0                  | 0                  | 0                  | 0                  | 2        | 0      | 0           | 0          |
| R. Stumpf       | 16         | 0          | 3           | 0          | 0                 | 0                 | 0                 | 0                 | 1                      | 0                      | 0                      | 0                      | 2                  | 0                  | 2                  | 0                  | 19       | 0      | 5           | 0          |
| H. Toth         | 0          | 0          | 0           | 0          | 1                 | 0                 | 0                 | 0                 | 0                      | 0                      | 0                      | 0                      | 0                  | 0                  | 0                  | 0                  | 1        | 0      | 0           | 0          |
| T. Vogel        | 18         | 3          | 2           | 0          | 2                 | 0                 | 0                 | 0                 | 1                      | 0                      | 0                      | 0                      | 1                  | 0                  | 0                  | 0                  | 22       | 3      | 2           | 0          |
| B. Winkler      | 6          | 0          | 0           | 0          | 2                 | 0                 | 0                 | 0                 | 1                      | 1                      | 0                      | 0                      | 2                  | 0                  | 1                  | 0                  | 11       | 1      | 1           | 0          |
| M. Witeczek     | 36         | 5          | 3           | 0          | 4                 | 1                 | 0                 | 0                 | 1                      | 1                      | 0                      | 0                      | 4                  | 0                  | 0                  | 0                  | 45       | 7      | 3           | 0          |